# Lambert (Einheit)
Lambert (Einheitenzeichen: L) ist eine veraltete Einheit der Leuchtdichte, benannt nach dem schweizerisch-elsässischen Physiker, Mathematiker und Philosophen Johann Heinrich Lambert:
{\displaystyle 1\;\mathrm {la} ={\frac {1}{\pi }}\ \mathrm {sb} ={\frac {1}{\pi }}\;\mathrm {\frac {cd}{cm^{2}}} ={\frac {10^{4}}{\pi }}\ \mathrm {\frac {cd}{m^{2}}} =10^{4}\;\mathrm {asb} }
mit
- {\displaystyle \mathrm {sb} } für das Stilb
- {\displaystyle \mathrm {cd} } für die Candela
- {\displaystyle \mathrm {asb} } für das Apostilb.